# Konzola (arhitektura)
Konzola (franc. console = podpora, nosilec, latinsko corbellus = 'krokar') je konstrukcijski element v arhitekturi in gradbeništvu, ki je na eni strani vpeta v zid ali steber, na drugi strani pa prosto visi. Služi za pritrditev in nošenje delov zgradbe (balkona, oboka, okrasnih figur), cevovodov in podobno.   Lahko so lesene, kamnite, jeklene, armiranobetonske plošče ali nosilci. Značilne so za kitajsko in japonsko arhitekturo, kjer je konzola nosilec strešne konstrukcije. Pogosto ima dekorativno vlogo.
Tehnika konzol, kjer so številne konzole globoko zagozdene v notranjosti stene in predstavljajo oporo za štrleče dele ali ograjo, se je uporabljala vse od mlajše kamene dobe dalje. 

## Konzole v arhitekturi
Konzole imajo v arhitekturi poleg funkcije podpornega elementa, pogosto konstrukcijsko funkcijo. Običajno so izvedene iz naravnega kamna ali zidane, lesena paličja služijo kot oporniki. V bolj redkih primerih so lahko tudi iz lesa in kovine in kot dekoracija tudi iz žgane gline, sadre, lepenke, .....

### Dekorativne konzole
Normanske (romanske) konzole imajo pogosto preprost videz, lahko pa so dovršeno izrezljane s stiliziranimi glavami ljudi, živali ali namišljenimi "zvermi", včasih z drugimi motivi (Kilpeck cerkev v Herefordshiru je znan primer, s 85 od njenih 91 originalnih, bogato izrezljanih ohranjenih konzol).  
Konzole so pogosto okrašene z ornamenti ali figurami. V romanski arhitekturi so bile pogosto okrašene z grimasami, obscenostmi, itd, lahko z demoni ali živalsko-človeškimi podobami (apotropopejska plastika). Od pozne renesanse so pogosto oblikovana kot volute.
Konzole včasih končajo s točko vrastlo v steno ali tvorijo čop in so pogosto podprte z angeli in drugimi figurami. V kasnejših obdobjih z izklesanim listjem in drugimi okraski, podobnimi tistim, ki so se uporabljali na kapitelih stebrov. 
Po vsej Angliji in Nemčiji, v lesenih predalčnih konstrukcijah, je lesenih konzol ("cof" ali "bahač") na pretek, nosilne okenske police ali okna v lesu, pa so pogosto izrezljane.
Jezik ali sidro je posebna oblika konzole, pri kateri ta leži v posebej oblikovanem stenskem delu. Ta je povezana s posebno silo na zid, da preprečuje zdrs kamna.

## Nosilne konzole
Zlasti v visokih stavbah, tovarnah in industrijskih objektih, kakor tudi inženirskih konstrukcijah, se konzole uporablja za nošnjo bremen na stebru ali zidu. V tem primeru je važna funkcionalnost, oblikovanje je manj pomembno. Material se navadno izbere glede na okoliške podporne strukture. Običajno so jeklene in armirano betonske. Tipična uporaba konzole so žerjavne proge za mostna dvigala v dvoranah ali povezava z montažnimi betonskimi nosilci.